# Flughafen Okayama

i8
i11
i13
Der Flughafen Okayama (japanisch 岡山空港 Okayama Kūkō, IATA-Code: OKJ, ICAO-Code: RJOB) ist ein kleiner Verkehrsflughafen der Stadt Okayama in Japan, Präfektur Okayama. Der Flughafen liegt etwa zwölf Kilometer nordwestlich vom Stadtzentrum Okayamas. Der Flughafen ist durch einen regelmäßigen Shuttlebus direkt mit dem Shinkansenbahnhof in Okayama verbunden. Der Flughafen Okayama gilt nach der japanischen Gesetzgebung als Flughafen 3. Klasse.

## Zwischenfälle
- Am 21. August 1964 kam es mit einer Curtiss C-46D-15-CU Commando der japanischen Luftselbstverteidigungsstreitkräfte (JASDF) (Luftfahrzeugkennzeichen 51-1121) auf dem Flughafen Okayama zu einer Bauchlandung. Dabei wurde das Flugzeug irreparabel beschädigt. Über Personenschäden liegen keine Informationen vor.[2]